# Wendolin
«Wendolin» es una canción compuesta e interpretada por el músico argentino Luis Alberto Spinetta en el álbum Don Lucero de 1989, noveno álbum solista y 22º en el que tiene participación decisiva.
El tema está ejecutado por Spinetta (guitarra, voz y programación), Juan Carlos "Mono" Fontana (teclados), Guillermo Arrom (primera guitarra), Javier Malosetti (bajo), Jota Morelli (batería) y Chofi Faruolo (programación y bajos sequencer).

## Contexto
El mundo y Argentina vivían momentos convulsionados. En noviembre de ese año caería el Muro de Berlín dando inicio al fin de la Guerra Fría iniciada en 1947 y a la disolución de la Unión Soviética dos años después. Comenzaba así el período histórico conocido como globalización, con la generalización de la reglas neoliberales.
En Argentina ese año se realizaron las primeras elecciones para renovar un gobierno democrático desde 1951, resultando ganador el Partido Justicialista con la candidatura presidencial de Carlos Menem. Por primera vez en la historia argentina un presidente democrático transmitía el poder a un presidente democrático de otro partido. Spinetta había participado activamente en la campaña electoral apoyando al candidato derrotado, Eduardo Angeloz de la Unión Cívica Radical. Pero al mismo tiempo en marzo había estallado un brote hiperinflacionario que hundió en la pobreza a la mayor parte de la población, a la vez que sucesivas leyes de impunidad dejaban en libertad a los criminales que habían cometido crímenes de lesa humanidad en las décadas de 1970 y 1980.

## El álbum
Luego de Téster de violencia, un álbum conceptual diseñado para provocar una reflexión sobre la violencia poniendo al cuerpo en el centro, Spinetta buscó hacer un álbum que se orientara en la dirección inversa. Parafraseando su propia reflexión, si Téster había sido un álbum para pensar, Don Lucero era un álbum para sentir:

Está centrado en los sentidos y en los sentimientos, no en el pensar. No hay ninguna historia contada. No hay narración, sino imágenes e impresiones. No es por vía del entendimiento que se ingresa a este disco, no es como en Téster de violencia que se podían realizar largas explicaciones intelectuales. Aquí en cambio, muchas letras no dicen nada. Las letras no existían de antes, guardadas en un cajón o apuntadas en una libreta, como sí fue el caso de Téster, sino que surgieron y brotaron de la música... Después de hablar del cuerpo el paso siguientes es lo transmigratorio, la no materia, lo que viene después del testeo.
Luis Alberto Spinetta

## El tema

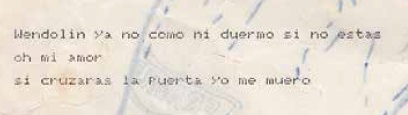
Fragmento de la letra de «Wendolin» mecanografiada por Spinetta.

El tema es el tercer track del álbum solista Don Lucero, un álbum sensorial de Spinetta, que reúne del Lado 1 las canciones más soft y directas. Se refiere al amor que el artista siente por una mujer que no está, de "poster" dice la letra, pero que al mismo tiempo necesita imperiosamente que esté con él, aún sabiendo que si apareciera él moriría:

Wendolin ya no como ni duermo si no estás
oh mi amor
si cruzaras la puerta yo me muero
«Wendolin», Luis Alberto Spinetta

En el libro Spinetta: crónica e iluminaciones de Eduardo Berti, Spinetta habla de «Wendolin» describiéndola como una canción que "es puro candor" y la pone como ejemplo de la característica central del álbum, como obra para sentir, antes que para pensar:

No se puede plantear una visión intelectual ante el amor, que es el eje de nuestra vida que escapa a la racionalidad. Este disco es tan inexplicable como las razones del enamoramiento.
Luis Alberto Spinetta, Crónica e iluminaciones

Años después en una entrevista, Spinetta volvió a destacar a «Wendolin» como ejemplo de sus canciones dedicadas al amor:

Wendolin... el mismo imperativo de la espera por Wendolin: "si cruzaras la puerta, yo me muero" dice la letra. Porque la está esperando y no sabe que es una fantasía... Mi exseñora me preguntaba si era alguien que conocía. Ese mismo requerimiento lo podés encontrar en Los ojos aunque más dedicado a alguien, pero es la misma esencia pasional con una mujer. Ese es mi centro más oficial con el amor: los enamoramientos, amar a hermosísimas mujeres permanentemente, si es posible. Amor que se entiende como una entrega permanente del vivir: el amor a la verdad, el amor a la valentía, el amor a "no quedarse". Hay mil cosas que se relacionan. Es como una usina. No me aparto del concepto "All you need is love".
Luis Alberto Spinetta, 2002

Musicalmente el tema tiene un desempeño muy destacado del bajo, ejecutado por Javier Malosetti.